# Markos Kalowelonis
Markos Kalowelonis, gr. Μάρκος Καλοβελώνης (ur. 18 maja 1994 w Amarusion) – grecki tenisista, w latach 2014–2019 reprezentujący Rosję.

## Kariera tenisowa
Jego ojciec Jeorjos Kalowelonis również był tenisistą (uczestniczył m.in. w Letnich Igrzyskach Olimpijskich 1988, osiągając pierwszą rundę gry pojedynczej i podwójnej), a następnie pełnił funkcję trenera Markosa.
W maju 2012 zadebiutował w reprezentacji Grecji w Pucharze Davisa. W latach 2020–2022 razem z drużyną brał udział w turnieju ATP Cup.
W rankingu gry pojedynczej Kalowelonis najwyżej był na 445. miejscu (13 czerwca 2016), a w klasyfikacji gry podwójnej na 253. pozycji (11 kwietnia 2022).